# Mofako (Toko)
Pour les articles homonymes, voir Mofako.
Mofako (ou Mopako) est un village du Cameroun situé dans la commune de Toko, l'une des 9 communes du département du Ndian de la Région du Sud-Ouest

## Population
La localité comptait 111 habitants en 1953, 120 en 1968-1969, 97 en 1972, pour la plupart des Batanga.
Lors du recensement de 2005, 199 personnes y ont été dénombrées. 